# Hasan Rahímí
Hasan Sábz'alí Rahímí (persky حسن رحيمى‎) a (anglicky Hassan Rahimi), (* 15. června 1989 v Teheránu, Írán) je íránský zápasník volnostylař. Volnému stylu se věnuje od 14 let. Připravuje se v Teheránu v klubu Naft pod vedením Rasúla Deqáního. V roce 2012 se účastnil olympijských her v Londýně a vypadl ve druhém kole. Obsadil 8. místo. V roce 2013 získal titul mistra světa v maďarské Budapešti.